# Piotr Garlicki
Piotr Garlicki (ur. 15 czerwca 1945 w Warszawie) – polski aktor filmowy, teatralny i telewizyjny.

## Życiorys
W 1971 roku ukończył Państwową Wyższą Szkołę Teatralną w Warszawie. Aktor teatrów warszawskich: Rozmaitości (1972–1982), Na Woli (1984), a od 1999 Współczesnego w Warszawie. W 1978 roku za rolę Jarosława Kruszyńskiego w Barwach ochronnych zdobył Złotą Kamerę (przyznawaną przez pismo „Film”) w kategorii debiut aktorski.
Ojciec aktora, Łukasza.

## Filmografia
- 1971: Za ścianą jako Piotr, asystent docenta
- 1971: Niebieskie jak Morze Czarne jako uczestnik międzynarodowego obozu młodzieżowego
- 1972: Siedem czerwonych róż, czyli Benek Kwiaciarz o sobie i o innych jako hipis
- 1972: Klasyka światowa jako wnuk hrabiny
- 1975: Cień Archanioła jako kapitan Morski
- 1976: Smuga cienia jako młody kapitan w klubie
- 1976: Barwy ochronne jako magister Jarosław Kruszyński, sekretarz obozu
- 1977: Pasja jako Edward Dembowski
- 1978: Znaków szczególnych brak jako Feliks Dzierżyński
- 1978: Spirala jako syn Henryka
- 1978: Seans jako docent Marcin Kisiel
- 1979: Własna wina jako fotografik Piotr
- 1979: Tajemnica Enigmy jako Henryk Zygalski
- 1979: Sekret Enigmy jako Henryk Zygalski
- 1979: Hotel klasy lux jako Piotr Komorowski, dyrektor hotelu
- 1980: Królowa Bona jako Ludwik Alifio, burgrabia krakowski, doradca Bony
- 1981: Wolny strzelec jako dziennikarz Piotr Wisłocki
- 1981: On, ona, oni jako Marek Kieniewicz
- 1981: Najdłuższa wojna nowoczesnej Europy jako Jan Frankowski, syn Józefa i Katarzyny
- 1981: Miłość ci wszystko wybaczy jako Igo Sym
- 1983: Thais jako Nikias, przyjaciel Pafnucego
- 1983: Szkatułka z Hongkongu jako aspirant Bielecki
- 1985: Przyłbice i kaptury jako ksiądz Andrzej
- 1999: Moja Angelika jako policjant Solecki
- od 2000: Na dobre i na złe jako doktor Stefan Tretter
- 2001: Tam, gdzie żyją Eskimosi jako urzędnik
- 2001: Quo vadis jako Aulus Plaucjusz, mąż Pomponii Grecyny
- 2001: Marszałek Piłsudski jako major Drohojowski, oficer polskiego wywiadu wzięty do niewoli sowieckiej (odc. 6)
- 2002: Quo vadis jako Aulus Plaucjusz, mąż Pomponii Grecyny
- 2007: Tajemnica twierdzy szyfrów jako Oliver Grosley
- 2008: Twarzą w twarz jako generał Marian Kempiński, szef Kontrwywiadu Wojskowego
- 2009: Rewizyta jako Jarosław Kruszyński
- 2011: Usta usta jako Jerzy Adler, ojciec Leny (odc. 29)
- 2011: Czarny czwartek jako Józef Cyrankiewicz
- 2012–2013, 2015: Prawo Agaty jako ojciec Wojtka (odc. 24, 45, 90)
- 2012: Hans Kloss. Stawka większa niż śmierć jako scharführer Marcus
- 2016: Jestem mordercą jako teść Jasińskiego
- 2018: Nie zostawiaj mnie jako policjant
- 2023: Ojciec Mateusz jako biskup pomocniczy (odc. 385, 386, 387,390)[1]
- 2024: Niepewność jako mnich (odc. 1, 3-5)

Źródło: Filmpolski.pl.

### Dubbing
- 2010: Harry Potter i Insygnia Śmierci: Część I – Elfias Doge
- 2010: Legendy sowiego królestwa: Strażnicy Ga’Hoole – lord Allomere
- 2022: Doktor Strange w multiwersum obłędu – profesor Charles Xavier[2]